# Luthersville
La ville de Luthersville est située dans le comté de Meriwether, dans l’État de Géorgie, aux États-Unis.

## Démographie
| 1880 | 1900 | 1910 | 1920 | 1930 | 1940 |
| ---- | ---- | ---- | ---- | ---- | ---- |
| 179  | 209  | 349  | 359  | 321  | 354  |

| 1950 | 1960 | 1970 | 1980 | 1990 | 2000 |
| ---- | ---- | ---- | ---- | ---- | ---- |
| 312  | 282  | 400  | 597  | 741  | 783  |

| 2010 | - | - | - | - | - |
| ---- | - | - | - | - | - |
| 874  | - | - | - | - | - |

Elle comptait 783 habitants lors du recensement de 2000.